# Giōrgos Iōannidīs
Giōrgos Iōannidīs (in greco Γιώργος Ιωαννίδης?; Serres, 4 maggio 1988) è un ex calciatore greco, di ruolo difensore.

## Carriera

### Club
Durante la sua carriera ha vestito le maglie di Iraklis e Panathinaikos.

### Nazionale
Ha giocato nelle nazionali greche Under-19 ed Under-21.